# 二石昌人
二石 昌人（ふたいし まさと、1951年 - ）は、日本の外交官。フランス語圏諸国の日本大使館における在外勤務などを経て、2013年（平成25年）1月17日から2017年（平成29年）6月2日にかけてブルキナファソ駐箚特命全権大使。

## 経歴・人物
鹿児島県出身。1974年（昭和49年）立命館大学経済学部を卒業後、1978年（昭和53年）外務省に入省する。在モロッコ大使館、在カメルーン大使館勤務を経て、2004年のギ・フィリップらによるハイチ・クーデターの際は、在ハイチ共和国日本国大使館臨時代理大使として情報収集や在留邦人保護にあたり、大使館員とともに第3回川口賞を受賞した。
2010年1月12日（日本時間13日6時53分）、ハイチ共和国でマグニチュード7.0の地震が発生した（ハイチ地震）際には国際緊急援助隊医療チームを団長として率いている。
外務省中東第1課地域調査官、2010年（平成22年）7月、駐セネガル大使館参事官兼カーボベルデ、ガンビア、ギニアビサウ、モーリタニア参事官を経て、2013年（平成25年）1月17日から2017年（平成29年）6月2日にかけてブルキナファソ駐箚特命全権大使。
退官後も名古屋を拠点にブルキナファソとの関係強化に努めており、2018年（平成30年）6月には在名古屋ブルキナファソ名誉領事を拝命した。2022年（令和4年）10月、ブルキナファソの歴史に関する単著を上梓。

## 著作
- ブルキナファソの歴史―苦難の道を生き抜く西アフリカの内陸国（明石書店、2022年） ISBN 9784750354842

## 同期
- 宮家邦彦（キヤノングローバル戦略研究所研究主幹、立命館大学客員教授）
- 新井勉（13年駐カメルーン大使）
- 小井沼紀芳（13年駐ザンビア大使）
- 大嶋英一（12年駐フィジー大使）
- 辻優（13年駐オランダ大使・12年駐クロアチア大使）
- 水上正史（12年駐アルゼンチン大使・10年外務省中南米局長）
- 菅沼健一（12年駐ブルネイ大使・09年駐ジュネーブ日本政府代表部大使）
- 猪俣弘司（13年駐パキスタン大使・10年駐サンフランシスコ総領事）
- 貝谷俊男（13年駐グルジア大使）
- 篠原守（13年駐コスタリカ大使）
- 岡田憲治（13年駐ホンジュラス大使）
- 松富重夫（14年駐イスラエル大使・12年外務省国際情報統括官・10年外務省中東アフリカ局長）
- 梅田邦夫（14年駐ブラジル大使）
- 草賀純男（13年ニューヨーク総領事）
- 軽部洋（16年駐コンゴ民主共和国大使）